# Kim Carter
Kim Carter (1971) es una deportista sudafricana que compitió en triatlón. Ganó tres medallas en el Campeonato Africano de Triatlón entre los años 1997 y 1999.

## Palmarés internacional
| Campeonato Africano | Campeonato Africano  | Campeonato Africano | Campeonato Africano |
| Año                 | Lugar                | Medalla             | Prueba              |
| ------------------- | -------------------- | ------------------- | ------------------- |
| 1997                | Mauricio (Mauricio)  | Medalla de oro      | Individual          |
| 1998                | Swakopmund (Namibia) | Medalla de oro      | Individual          |
| 1999                | Troutbeck (Zimbabue) | Medalla de plata    | Individual          |